# Театр Капуцинів
Театр Капуцинів (фр. Théâtre des Capucins, люксемб. Kapuzinertheater) — драматичний театр у столиці Люксембургу місті Люксембурзі, найстаріший театр міста.

## Загальні дані
Люксембурзький Театр Капуцинів міститься у старовинному особняку XVII століття в історичному середмісті й розташований за адресою:
Théâtre des Capucins 9 place du Théâtre («Театральна площа») L-2613 Luxembourg.

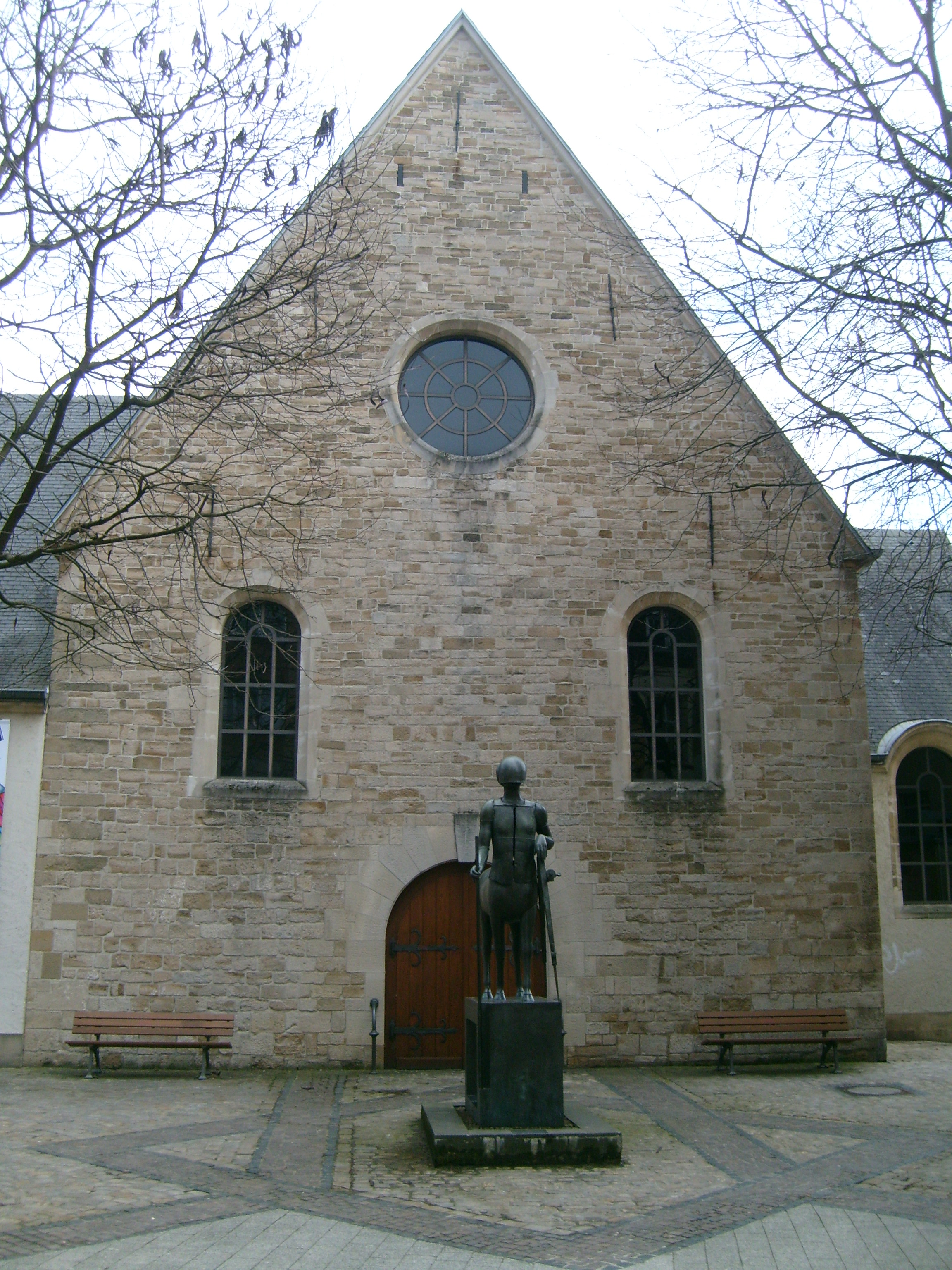
Давній клостер капуцинів

Будівля театру була зведена у 1623 році як монастир капуцинів, від 1796 до 1868 року в приміщенні містились гарнізонні установи, а вже потому — будівля використовувалась під перший у місті театр.
У театрі ставляться й показуються вистави німецькою, французькою та люксембурзькою мовами.
Директором закладу є Марк Олінґер (Marc Olinger).

## З історії та сьогодення
У 1869 році був створений Міський театр Люксембурга (люксемб. Theater vun der Stad Lëtzebuerg), що лишався першим і єдиним у місті дуже тривалий час. 
Після зведення театральної будівлі на Rond-point Schuman (нині Великий театр міста Люксембурга), заклад втратив свій статус, а приміщення було реконструйовано. 
Надалі театр працював як місцевий драматичний. На згадку про те, що в його будівлі містився клостер капуцинів, у 1995 році театр дістав свою сучасну назву — Театр Капуцинів (люксемб. Kapuzinertheater).
У теперішній час щосезону люксембурзький Театр Капуцинів пропонує своїй аудиторії в середньому десять постановок власного виробництва. Публіка також має можливість відкрити для себе трупи й ансамблі з усієї Європи та переглядати їх у оригіналі — мовою авторів.